# 秦野站
秦野站（日语：／ Hadano eki */?）是一個位於神奈川縣秦野市大秦町，屬於小田急電鐵小田原線的鐵路車站。車站編號是OH 39。
本站為站長所在站，管理小田原管區秦野管內的鶴卷溫泉～新松田區間。

## 歷史
- 1927年（昭和2年）
  - 4月1日 - 大秦野站（おおはたのえき）開業，為「直通」班次停靠站。
  - 10月15日 - 新增急行班次，為其停靠站。
- 1944年（昭和19年）11月 - 太平洋戰爭戰況惡化，停止急行班次運行。
- 1945年（昭和20年）6月 - 各站停車延伸至全線，本站為各站停車停靠站。同時廢止「直通」班次。
- 1946年（昭和21年）10月1日 - 新增準急班次，為其停靠站。
- 1949年（昭和24年）10月1日 - 恢復急行，為其停靠站。
- 1955年（昭和30年）3月25日 - 新增通勤急行班次，為其停靠站。
- 1960年（昭和35年）3月25日 - 新增通勤準急班次，為其停靠站。
- 1987年（昭和62年）3月9日 - 改稱秦野站[2]。
- 1996年（平成8年）12月13日 - 跨站式站房與南北自由通道啟用。
- 1997年（平成9年） - 跨站式站房被通商產業省（現經濟產業省）選為好設計商品。
- 1998年（平成10年）
  - 8月22日 - 部分浪漫特快班次開始停靠本站。
  - 10月14日 - 入選關東車站百選。
- 2004年（平成16年）12月11日 - 新增快速急行、區間準急班次，為其停靠站。
- 2005年（平成17年） - 10月29日至11月23日的周六日臨時列車「秋之Leisure Train」（秋のレジャートレイン）運行至東京地下鐵千代田線綾瀨站，本站為終點站。2006年以後的臨時列車「丹澤紅葉號」（丹沢もみじ号）也於同區間運行。
- 2006年（平成18年）5月13日 - 9000形（日语：小田急9000形電車）最末班從本站出發。
- 2009年（平成21年）3月 - 站內大廳、月台的列車資訊顯示器更換為全彩LED式。
- 2012年（平成24年）3月17日 - 本站成為直通JR御殿場線御殿場站的浪漫特快「朝霧」號停靠站。本厚木以西取消區間準急，本站不再停靠該班次。
- 2018年（平成30年）3月17日 - 伊勢原以西廢除準急，本站不再停靠準急列車[3]。

## 站名由來
開業當時，湘南軌道已有「秦野站」，因此命名為「大秦野站」（おおはたのえき）。而由於車站所在地原先計畫在舊中郡秦野町內，後因町內各地區意見分裂，最後選擇在南秦野村設站。也因此站名也代表了「非秦野町的車站，而是秦野地域的車站」。之後湘南軌道於1937年廢止，1987年3月9日在地方人士的請求下，本站更名為「秦野站」（はだのえき）。

## 車站構造

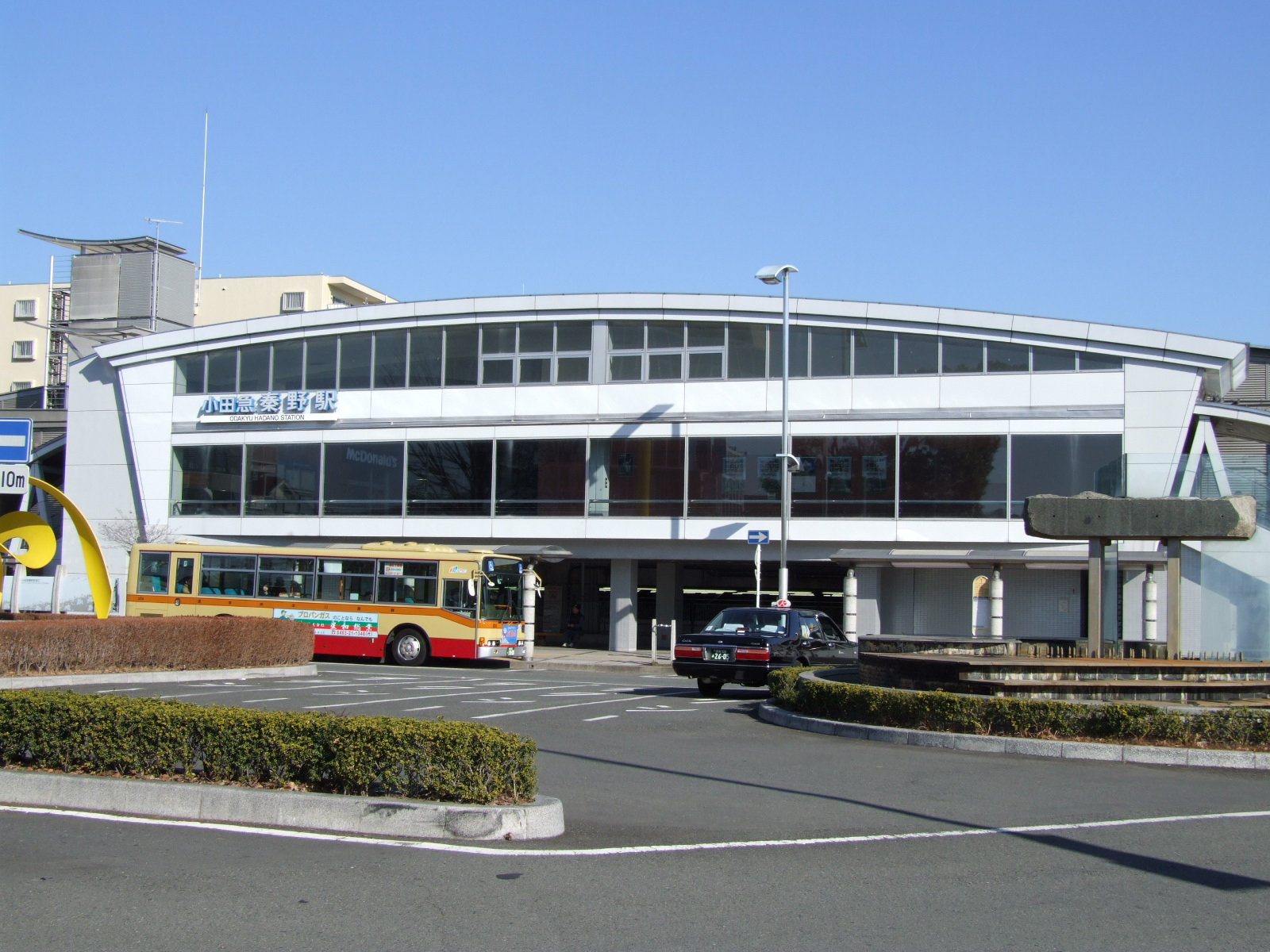
南口（2008年1月6日）

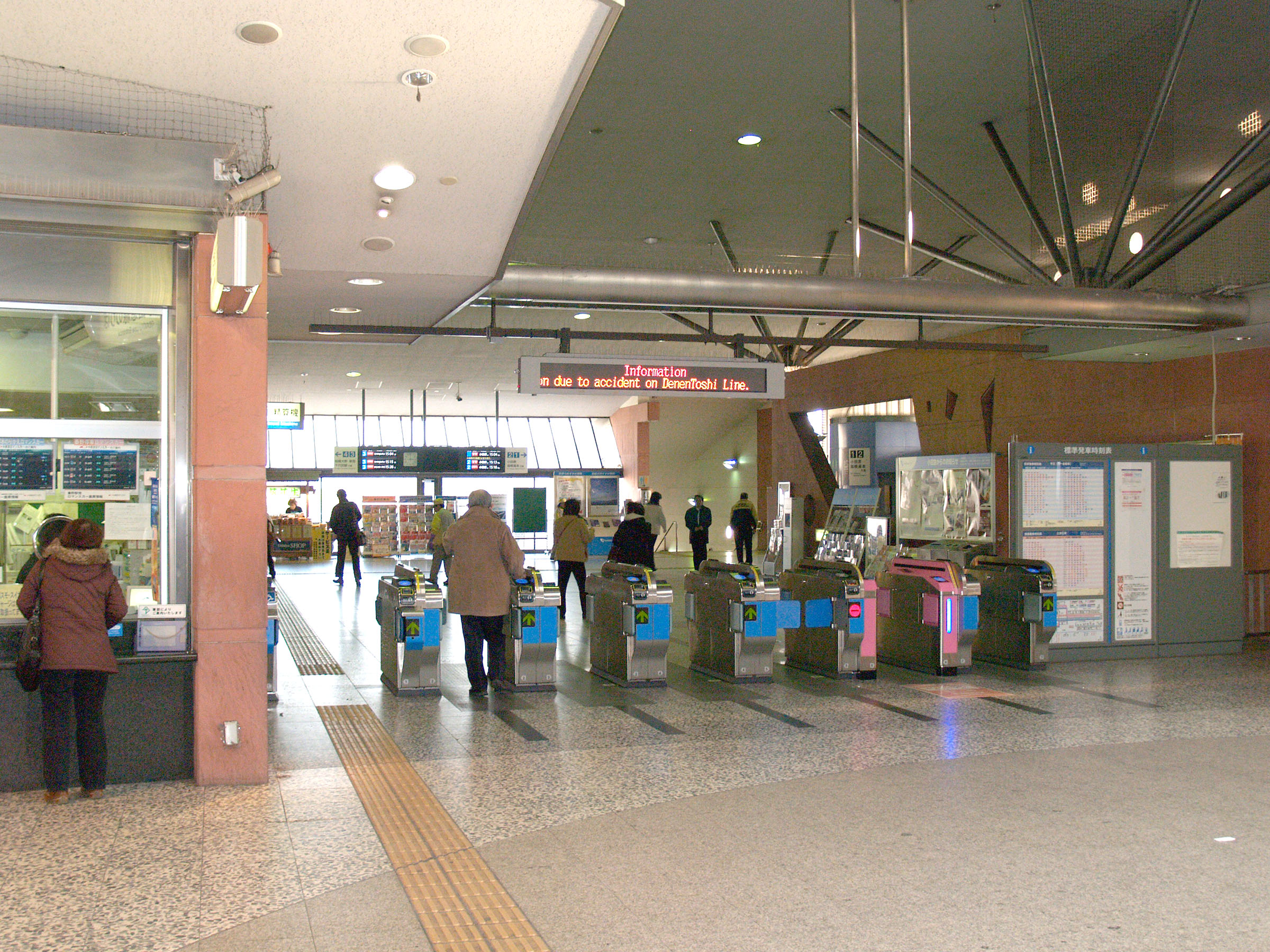
剪票口（2012年1月14日）

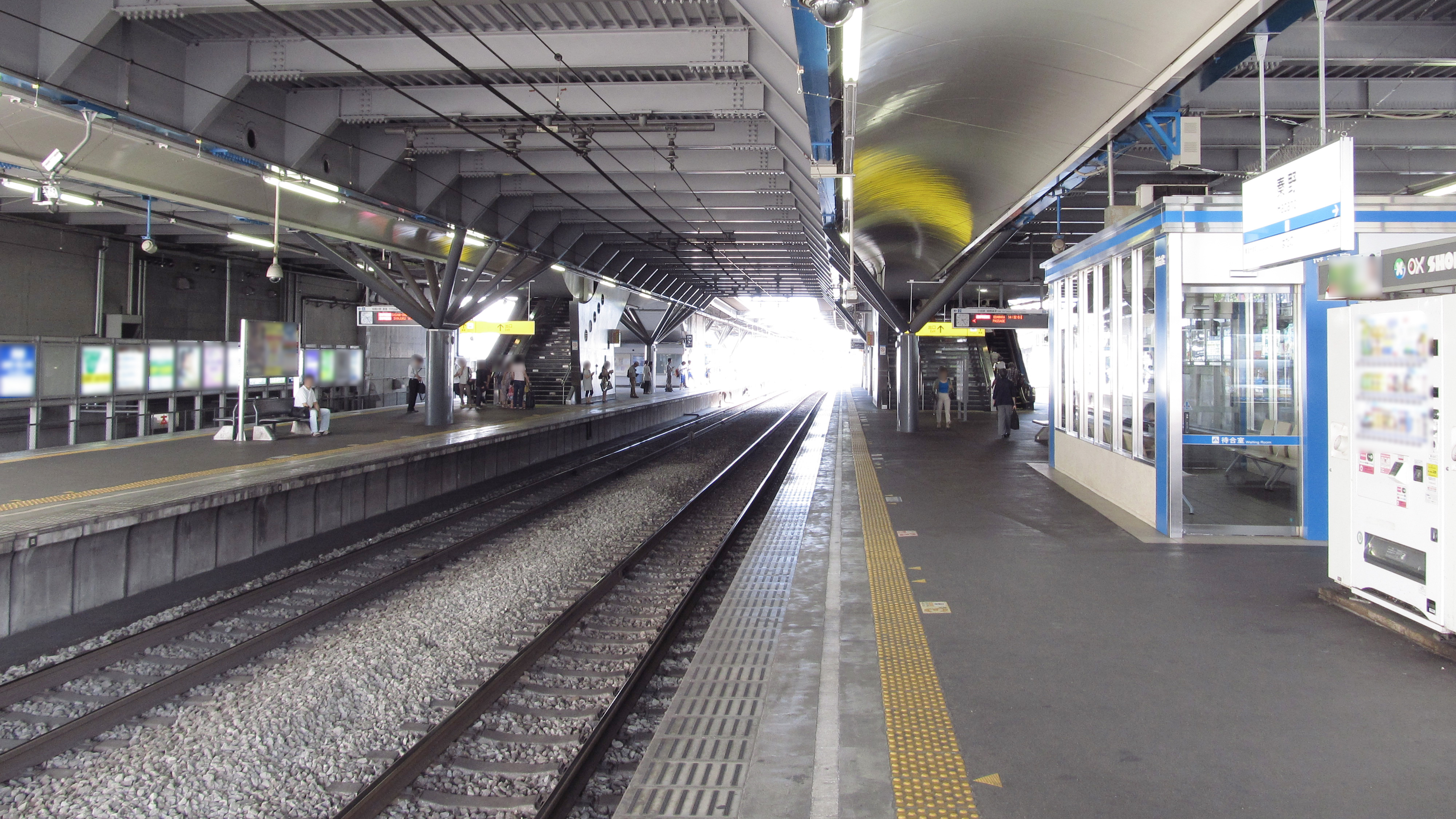
月台（2013年8月14日）

本站是島式月台2面4線地面車站。剪票口位於擁有南北自由通道的跨站式站房內。在1996年現站房完成以前，舊站房位於線路北側，南側僅有臨時剪票口。
現在的站房由於設計性高，於1997年由通商產業省（現經濟產業省）選為好設計商品（現日本產業設計振興會《好設計獎》）。
2009年3月，列車資訊顯示器更換為全彩LED式。

### 月台配置
月台從海側（南側）起為1號月台。
| 月台 | 路線     | 方向 | 目的地                       | 備註                      |
| ---- | -------- | ---- | ---------------------------- | ------------------------- |
| 1、2 | 小田原線 | 下行 | 小田原、箱根湯本方向         |                           |
| 3、4 | 小田原線 | 上行 | 相模大野、新宿、千代田線方向 | 部分始發班次在1號月台發車 |

- 內側2線（2、3號月台）為主本線，外側2線（1、4號月台）為待避線。
- 4號月台發車的上行列車由於受到前方彎道影響，發車後的速度限制在15km/h。

### 設備
北口
- 電梯 - 大秦購物中心旁。
- 電扶梯

南口
- 電梯 - 巴士站前。
- 電扶梯

月台
- 電梯 - 上、下行皆有。
- 電扶梯 - 上、下行皆有。
- 車室 - 上、下行皆有。
- 自動販賣機

付費區大廳
- 廁所
- 自動體外心臟去顫器 (AED) - 剪票口附近。

剪票外大廳
- 小田急Marche（日语：小田急マルシェ）秦野 - 車站大樓
- 秦野市役所秦野站連絡所（小田急Marche２樓）
- 秦野站觀光導覽所（剪票口旁）
- 橫濱銀行ATM 小田急秦野站出張所
- 瑞穗銀行ATM 小田急Mart秦野店出張所
- 相模信用金庫（日语：さがみ信用金庫）ATM 秦野站出張所
- 投幣式置物櫃
- 公共電話
- 商店

## 使用情況
2017年度1日平均上下車人次為43,329人。小田急線全70站中排名28位。是小田急電鐵使用人次最少的站長所在站。
近年1日平均上下車人次、上車人次變化如下表。
| 年度               | 1日平均 上下車人次 | 1日平均 上車人次 | 來源     |
| ------------------ | ------------------ | ---------------- | -------- |
| 1928年（昭和03年） | 1,438              |                  |          |
| 1930年（昭和05年） | 1,504              |                  |          |
| 1935年（昭和10年） | 1,243              |                  |          |
| 1940年（昭和15年） | 2,897              |                  |          |
| 1946年（昭和21年） | 9,607              |                  |          |
| 1950年（昭和25年） | 8,518              |                  |          |
| 1955年（昭和30年） | 11,469             |                  |          |
| 1960年（昭和35年） | 16,222             |                  |          |
| 1965年（昭和40年） | 21,874             |                  |          |
| 1970年（昭和45年） | 25,617             |                  |          |
| 1975年（昭和50年） | 27,736             |                  |          |
| 1980年（昭和55年） | 28,795             |                  |          |
| 1982年（昭和57年） | 29,916             |                  |          |
| 1985年（昭和60年） | 33,485             |                  |          |
| 1990年（平成02年） | 40,002             |                  |          |
| 1995年（平成07年） | 42,833             | 21,431           | [ * 1 ]  |
| 1998年（平成10年） |                    | 21,071           | [ * 2 ]  |
| 1999年（平成11年） |                    | 20,900           | [ * 3 ]  |
| 2000年（平成12年） | 40,346             | 20,628           | [ * 3 ]  |
| 2001年（平成13年） |                    | 20,625           | [ * 4 ]  |
| 2002年（平成14年） |                    | 20,537           | [ * 5 ]  |
| 2003年（平成15年） | 40,346             | 20,465           | [ * 6 ]  |
| 2004年（平成16年） | 40,850             | 20,696           | [ * 7 ]  |
| 2005年（平成17年） | 41,102             | 20,769           | [ * 8 ]  |
| 2006年（平成18年） | 41,453             | 20,942           | [ * 9 ]  |
| 2007年（平成19年） | 41,678             | 21,008           | [ * 10 ] |
| 2008年（平成20年） | 42,324             | 21,276           | [ * 11 ] |
| 2009年（平成21年） | 42,021             | 21,072           | [ * 12 ] |
| 2010年（平成22年） | 41,918             | 21,000           | [ * 13 ] |
| 2011年（平成23年） | 41,797             | 20,916           | [ * 14 ] |
| 2012年（平成24年） | 42,335             | 21,172           | [ * 15 ] |
| 2013年（平成25年） | 43,709             | 21,852           | [ * 16 ] |
| 2014年（平成26年） | 42,754             | 21,348           | [ * 17 ] |
| 2015年（平成27年） | 43,055             | 21,498           | [ * 18 ] |
| 2016年（平成28年） | 43,026             | 21,487           | [ * 19 ] |
| 2017年（平成29年） | 43,329             |                  |          |

## 車站周邊
車站周邊是秦野市中心。距離車站500～600公尺處為半丘陵地帶。另外周邊有許多湧水。

### 公共設施
- 秦野市役所
- 秦野市立本町公民館
- 秦野市立南公民館
- 秦野兒童館（はだのこども館）
- 秦野警察署秦野站前交番

### 醫院
- 秦野赤十字醫院
- 八木醫院
- 樟葉台醫院
- 國立醫院機構神奈川醫院

### 教育設施
- 上智大學短期大學部
- im湘南美容教育專門學校
- 神奈川縣立西部綜合職業技術校

### 郵局、金融機關
- 秦野郵便局（日语：秦野郵便局）
  - 郵貯銀行秦野店
- 秦野站前郵便局
- 瑞穗銀行秦野支店
- 橫濱銀行秦野支店
- 駿河銀行（日语：スルガ銀行）秦野支店
- 永旺銀行（日语：イオン銀行）永旺秦野店
- 中榮信用金庫（日语：中栄信用金庫）本店
- 中榮信用金庫秦野站前支店
- 相模信用金庫（日语：さがみ信用金庫）秦野站廣場支店
- 中央勞動金庫（日语：中央労働金庫）秦野支店
- JA秦野（はだの）站前支店
- JA秦野本町支所

### 商業設施
- 秦野站內
  - 小田急Marche（日语：小田急マルシェ）秦野
- 大秦購物中心
- JA秦野特產中心
- 伊藤洋華堂秦野店
- JOYFUL TOWN秦野（日语：ジョイフルタウン秦野）（永旺秦野購物中心）

### 自然、觀光
- 弘法之清水（日语：秦野盆地湧水群） - 傳聞空海（弘法大師）手杖碰觸到地面湧出的名水。1989年證實遭四氯乙烯汚染，2002年恢復水道法（日语：水道法）規定之水質標準後，2004年發表「名水復活宣言」，可供人飲用。
- 今泉名水櫻公園
- 今泉螢公園（いまいずみほたる公園）
- 今泉荒井（あらい）湧水公園
- 水無川（日语：水無川 (神奈川県)）
- 弘法山（日语：弘法山）
- 震生湖（日语：震生湖）
- 壽德寺（日语：寿徳寺 (秦野市)）湧水

### 道路、交通
- まほろば大橋
- 東名高速道路秦野中井交流道
- 神奈川縣道704號秦野停車場線（日语：神奈川県道704号秦野停車場線）
- 神奈川縣道705號堀山下秦野停車場線（日语：神奈川県道705号堀山下秦野停車場線）
- 江戶民具街道（日语：江戸民具街道）

## 巴士路線
北口、南口皆有巴士站，全由神奈川中央交通集團運行。

### 秦野站
| 乘車處    | 系統 | 主要行經地                   | 目的地           | 備註                 |
| --------- | ---- | ---------------------------- | ---------------- | -------------------- |
| 1號乘車處 | 秦38 | 遠藤原                       | 神奈川大學       |                      |
| 1號乘車處 | 秦39 | 土屋橋                       | 神奈川大學       |                      |
| 1號乘車處 | 秦40 | 南平橋                       | 東海大學         |                      |
| 1號乘車處 | 秦44 | 下大槻團地、東海大學前站南口 | 鶴卷溫泉站       |                      |
| 1號乘車處 | 秦45 | 下大槻團地                   | 東海大學前站南口 |                      |
| 1號乘車處 | 平71 | 南平橋                       | 平塚站北口       |                      |
| 1號乘車處 | 平74 | 下大槻團地                   | 平塚站北口       |                      |
| 2號乘車處 | 秦50 |                              | 橫野入口         |                      |
| 2號乘車處 | 秦51 | 菩提                         | 澀澤站北口       |                      |
| 2號乘車處 | 秦52 | 榎木堂                       | 高砂車庫前       |                      |
| 2號乘車處 | 秦54 | 戶川台                       | 澀澤站北口       |                      |
| 3號乘車處 | 秦08 | 日立、櫻土手                 | 澀澤站北口       |                      |
| 3號乘車處 | 秦11 | 富士見橋                     | 高砂車庫前       |                      |
| 3號乘車處 | 秦12 | 澀澤站北口                   |                  |                      |
| 3號乘車處 | 秦17 | 消防廳舍                     | 羽根             |                      |
| 4號乘車處 | 秦20 | 下宿、名古木、藤棚           | 蓑毛             |                      |
| 4號乘車處 | 秦21 | 名古木、蓑毛                 | 矢櫃峠           |                      |
| 4號乘車處 | 秦22 | 下宿                         | 神奈川醫院       |                      |
| 4號乘車處 | 秦23 | 樟葉台                       | 藤棚             |                      |
| 4號乘車處 | 秦25 | 下宿                         | 曾屋弘法         |                      |
| 4號乘車處 | 秦26 | 神奈川醫院、樟葉台循環       | 秦野站           |                      |
| 4號乘車處 | 秦27 | 樟葉台、神奈川醫院院循環     | 秦野站           |                      |
| 5號乘車處 | 秦15 | 震生湖、比奈窪               | 萬年橋           | 畑中～藤澤間自由搭乘 |
| 5號乘車處 | 秦18 | 畑中、日立                   | 澀澤站北口       |                      |
| 5號乘車處 | 神01 | 土橋                         | 澀澤站北口       |                      |

### 秦野站南口
| 乘車處    | 系統 | 主要行經地                          | 目的地             | 備註     |
| --------- | ---- | ----------------------------------- | ------------------ | -------- |
| 1號乘車處 | 秦60 | 西大竹、井之口                      | 二宮站北口         |          |
| 1號乘車處 | 秦70 | 新道                                | （急行）二宮站北口 |          |
| 1號乘車處 | 平75 | 井之口                              | 平塚站北口         |          |
| 1號乘車處 | 平76 | 中澤橋                              | 平塚站北口         |          |
| 2號乘車處 | 秦65 |                                     | 南丘公園前         | 深夜巴士 |
| 2號乘車處 | 秦90 |                                     | 南丘公園前         |          |
| 2號乘車處 | 秦91 | 南丘公園前、井之口                  | 二宮站北口         |          |
| 2號乘車處 | 秦92 | 日赤醫院、上井之口                  | 比奈窪             |          |
| 2號乘車處 | 秦96 | 日赤醫院、GREEN TEC（グリーンテク） | 比奈窪             |          |

## 相鄰車站
小田急電鐵
 小田原線
- □浪漫特快「箱根」、「相模」、「Homeway」部分班次停靠站／「Morningway」、「富士山」 全班次停靠站

■快速急行、■急行、■各站停車
東海大學前（OH 38）－秦野（OH 39）－澀澤（OH 40）

## 外部連結
- 秦野 - 小田急電鐵